# Уэдетс
Уэде́тс (фр. Houeydets, окс. Ueidèth) — коммуна во Франции, находится в регионе Юг — Пиренеи. Департамент — Верхние Пиренеи. Входит в состав кантона Галан. Округ коммуны — Тарб.
Код INSEE коммуны — 65224.

## География

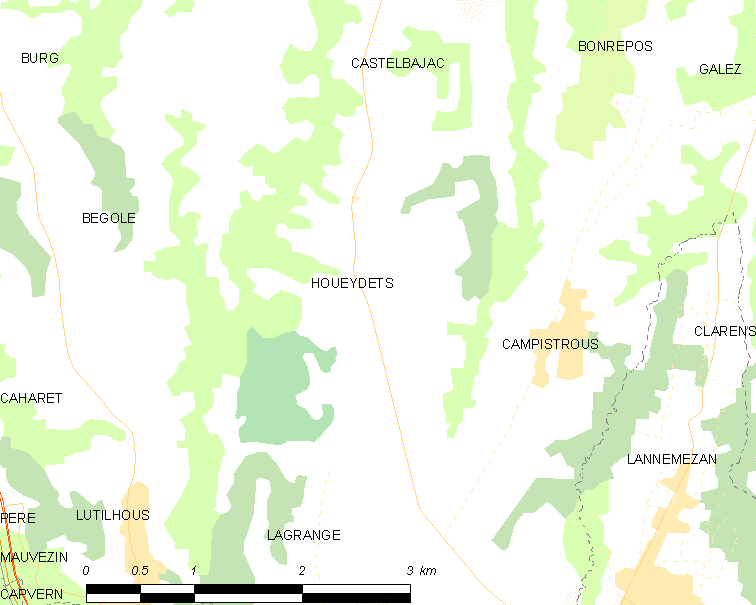
Карта коммуны

Коммуна расположена приблизительно в 660 км к югу от Парижа, в 105 км северо-западнее Тулузы, в 24 км к востоку от Тарба.
Коммуна расположена на плато Ланнемезан. На западе коммуны протекает река Баиз, а на востоке — река Баизоль.

## Климат
Климат умеренно-океанический с солнечной тёплой погодой и обильными осадками на протяжении практически всего года.

## Население
Население коммуны на 2010 год составляло 229 человек.
| 1962 | 1968 | 1975 | 1982 | 1990 | 1999 | 2010 |
| ---- | ---- | ---- | ---- | ---- | ---- | ---- |
| 214  | 184  | 191  | 212  | 202  | 184  | 229  |

## Администрация
| Период | Период | Фамилия          | Партия | Примечания |
| ------ | ------ | ---------------- | ------ | ---------- |
| 2001   | 2014   | Жан-Поль Дюффурк |        |            |
| 2014   | 2020   | Андре Кинон      |        |            |

## Экономика
В 2010 году среди 145 человек трудоспособного возраста (15-64 лет) 105 были экономически активными, 40 — неактивными (показатель активности — 72,4 %, в 1999 году было 74,0 %). Из 105 активных жителей работали 99 человек (56 мужчин и 43 женщины), безработных было 6 (1 мужчина и 5 женщин). Среди 40 неактивных 7 человек были учениками или студентами, 20 — пенсионерами, 13 были неактивными по другим причинам.